# Jwira-Pepesa (Volk)
Die Jwira-Pepesa sind ein Volk in Ghana, das auch Pepesa, Jwira oder Pepesa-Jwira genannt wird. 
Diese Volksgruppe lebt im Südwesten Ghanas und besteht aus zwei Gruppen, den Jwira und den Pepesa, die durch eine Bergkette getrennt sind. Die Jwira leben nördlich von Axim zwischen Bamiankaw und Humjibere am Fluss Ankobra in 18 Ortschaften. Die Pepesa leben im Wasa-Land zwischen der Agona+Kreuzung und Tarkwa. Dompim ist die größte Ortschaft.
Die Jwira-Pepesa sind aufgrund ihrer Sprache Jwira-Pepesa mit dem Volk der Nzema und der Ahanta verwandt.